# 普莱西迪
普莱西迪（法語：Plésidy，法語發音：[plezidi]）是法国阿摩尔滨海省的一个市镇，位于该省中部略偏西，属于甘冈区，同时也是甘冈城市圈的一部分。

## 地理
普莱西迪（48°26'51"N, 3°7'18"W）面积25.79 平方千米，位于法国布列塔尼大區阿摩尔滨海省，该省份为法国西北部沿海省份，位于布列塔尼半岛北部，北濒大西洋英吉利海峡，西接菲尼斯泰尔省，南至莫尔比昂省，东临伊勒-维莱讷省。
与普莱西迪接壤的市镇（或旧市镇、城区）包括：圣佩韦、布尔布里亚克、凯尔佩尔、马戈阿尔、圣阿德里安、圣科南、圣菲亚克、桑旺莱阿尔。

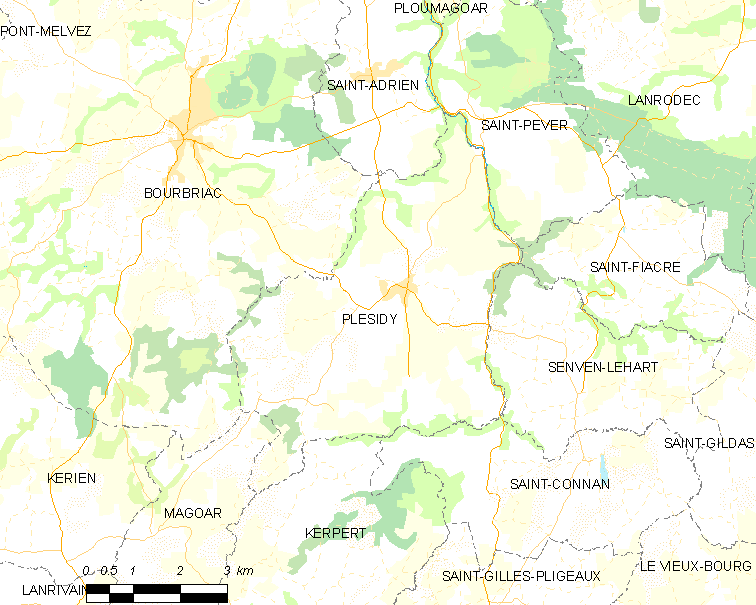
普莱西迪的OSM定位图

普莱西迪的时区为UTC+01:00、UTC+02:00（夏令时）。

## 行政
普莱西迪的邮政编码为22720，INSEE市镇编码为22189。

## 政治
普莱西迪所属的省级选区为卡拉克县。

## 人口

1962-2008年间普莱西迪人口变化图示

普莱西迪于2022年1月1日时的人口数量为562人。